# النضر بن كنانة
النَّضْر بن كنانة. الجد الثاني عشر للنبي محمد بن عبد الله. يكنى بأبي يخلد.
سلالة النَّضر قديما.
سلالة النَّضر المعاصرة. يقول بعض النسابيين بأنه هو قريش وهذا لقبه وتنسب اليه قبيلة قريش. بخلاف من قال بأن فهر هو قريش 

## اسمه و نسبه
- هو : النضر بن كنانة بن خزيمة بن مدركة بن إلياس بن مضر بن نزار بن معد بن عدنان.[3]

اسمه : قيس بن كنانة  ، وله إسمين آخران وهما قريش والنضر.  
وهو قريش عند كثير من المؤرخين وأهل النسب وقد دل كلام الرسول صلى الله عليه و سلم على أن النضر هو قريش حين قال صلى الله عليه و سلم : «نحن بنو النضر بن كنانة»، وعده بعض المؤرخين بقريش الأكبر. باعتبار أن فهر بن مالك هو قريش الأوسط، وقصي بن كلاب هو قريش الأصغر. وهو أحد عظماء العرب في الجاهلية.
- أمه : بَرَّة بنت مر بن أد بن طابخة بن إلياس بن مضر بن نزار بن معد بن عدنان، أخت تميم بن مر القبيل الشهير.
- وإخوته لأبيه وأمه: نضير ومالك وملكان وعامر والحارث وعمرو وسعد وعوف وغنم ومخرمة وجرول وغزوان وحدال، وأخوهم من أبيهم عبد مناة وأمه هالة بنت سويد بن الغطريف بن امرؤ القيس بن ثعلبة بن مازن بن الأزد.

## أولاده
تزوج النضر بن كنانة من عكرشة بنت عدوان بن عمرو بن قيس عيلان بن مضر وولدت له ثلاثة أولاد وهم:
- مالك بن النضر وهو الجد الحادي عشر للنبي محمد ﷺ .
- يخلد بن النضر وقد دخل بنوه في بني عمرو بن الحارث بن مالك بن كنانة بن خزيمة.
- الصلت بن النضر.